# انجمن شاعران مرده
انجمن شاعران مرده (به انگلیسی: Dead Poets Society) فیلمی است به کارگردانی پیتر ویر و بازی رابین ویلیامز است که در سال ۱۹۸۹ منتشر شد. این فیلم ۱۲۸ دقیقه است. فیلم‌نامهٔ این فیلم نوشتهٔ تام شولمن بر اساس رمان انجمن شاعران مرده‌ است که توسط ن. ه کلاین بام نوشته شده‌ است‌ و با ترجمهٔ زهرا طراوتی به چاپ‌های مکرر رسیده است. فیلم انجمن شاعران مرده زودتر از رمان آن به نمایش درآمد.

## داستان
نیل، تاد، ناکس، چارلی، ریچارد، استیون و جرارد دانش‌آموزان سال اول کالج ولتن هستند. نیل و تاد تحت نظارت شدید خانواده‌شان هستند که اصرار دارند پسرانشان دکتر و وکیل شوند، اما تاد می‌خواهد نویسنده شود. در شروع سال تحصیلی جدید استاد ادبیات انگلیسی عوض می‌شود و فردی به نام جان کیتینگ جایگزین معلم قبلی می‌شود. روش تدریس کیتینگ با آنچه دانش‌آموزان پیش‌تر به آن عادت داشتند، کاملاً متفاوت است. او دیدگاهی نو نسبت به ادبیات دارد و از دانش‌آموزانش نیز می‌خواهد با نگاهی تازه به چیزها نگاه کنند و…
در پاییز سال ۱۹۵۹، تاد اندرسون خجالتی سال اول دبیرستان خود را در آکادمی ولتون، یک مدرسه آماده‌سازی نخبه و مردانه در ورمونت آغاز می‌کند. او یکی از امیدوارترین شاگردان ولتون، نیل پری را به عنوان هم اتاقی خود تعیین می‌کند و با دوستان نیل ملاقات می‌کند: ناکس اوورستریت، ریچارد کامرون، استیون میکس، جرارد پیتس و چارلی دالتون.
در اولین روز کلاس‌ها، آن‌ها از روش‌های غیرمعمول آموزش معلم جدید انگلیسی، جان کیتینگ شگفت زده می‌شوند. کیتینگ، دانشمند سابق رودز و فارغ‌التحصیل ولتون، دانش آموزان خود را تشویق می‌کند که «زندگی شما را خارق العاده کنند»، احساسی که او با عبارت لاتین carpe diem، به معنای «در لحظه زندگی کن» را خلاصه می‌کند.
دروس بعدی شامل این است که آن‌ها به نوبت روی میز کار خود بایستند تا شیوه‌های متفاوت زندگی را نشان دهند، به آن‌ها بگویند که کتاب‌های شعر خود را که فرمول ریاضی مورد استفاده برای رتبه‌بندی شعر را توضیح می‌دهد، ریشه کن کنند و آن‌ها را دعوت به آرایش کنند. شیوه راه رفتن خود در حیاط برای تشویق آنها به فرد بودن. روش‌های او توجه مدیر سخت‌گیر گیل نولان را به خود جلب می‌کند.
نیل با مطلع شدن از اینکه کیتینگ عضو انجمن شاعران مرده غیرمجاز است در حالی که در ولتون بود، باشگاه را از سر می‌گیرد و او و دوستانش از دانشگاه خارج می‌شوند و به غاری می‌روند که در آن شعر و اشعار، از جمله آهنگهای خودشان را می‌خوانند. با پیشرفت سال تحصیلی، درس‌های کیتینگ و مشارکت آنها در باشگاه آنها را تشویق می‌کند تا زندگی خود را مطابق شرایط خود ادامه دهند. ناکس به دنبال کریس نوئل، یک تشویق کننده جذاب است که با چت دانبری، بازیکن فوتبال یک مدرسه دولتی محلی که خانواده اش با او دوست هستند، دیدار می‌کند.
نیل عشق خود به بازیگری را کشف می‌کند و با وجود این که پدر سلطه ای اش توماس او را در لیگ Ivy (و در نهایت دانشکده پزشکی) می‌خواهد، در نقش محلی در تولید محلی «رویای شب تابستانی» نقش آفرینی می‌کند. کیتینگ به تاد کمک می‌کند تا از پوسته خود بیرون بیاید و پتانسیل خود را درک کند وقتی که او را در تمرین ابراز وجود می‌گذراند، و در نتیجه او شعری را خود به خود در مقابل کلاس سرود.
با این حال، چارلی وقتی مقاله ای را در روزنامه مدرسه بکیتینگ اخراج می‌شود و نولان (که قبل از مدیر شدن به زبان انگلیسی در ولتون تدریس می‌کرد) تدریس کلاس را بر عهده می‌گیرد، به منظور رعایت قوانین سنتی ولتون. کیتینگ کلاس را قطع می‌کند تا وسایل باقی مانده اش را جمع کند. در حالی که او می‌رود، تاد - صدای او را پیدا می‌کند - به کیتینگ نشان می‌دهد که پسران از امضای برگه ای که سرنوشت او را ترسیم کرده بود، ترسیده بودند و کیتینگ به تاد اطمینان می‌دهد که او را باور دارد. نولان تاد را تهدید می‌کند که در کارنامه خود علامتی دارد. تاد، در لحظه ای شفافیت، سپس روی میز خود می‌ایستد، با عبارت "ای کاپیتان! کاپیتان من!"، که باعث می‌شود نولان دوباره او را تهدید کند اما دیگر اعضای انجمن شاعران مرده (به جز کامرون)، و همچنین چند دانش آموز دیگر در کلاس، برای انجام همین کار، با عصبانیت نولان و تعجب کیتینگ خوشحال شدند. کیتینگ که تحت تأثیر این ژست قرار گرفت، با افتخار از پسران تشکر می‌کند و می‌رود. ه نام باشگاه منتشر می‌کند که خواستار پذیرش دختران در ولتون است، خیلی جلو می‌گیرد. نولان چارلی را دست و پا می‌زند تا او را مجبور کند نشان دهد که چه کسی در انجمن شاعران مرده‌است، اما او مقاومت می‌کند. نولان همچنین با کیتینگ صحبت می‌کند و به او هشدار می‌دهد که باید دانش آموزان خود را از پرسش از قدرت منصرف کند. کیتینگ پسران را (به شیوه خود) توصیه می‌کند و هشدار می‌دهد که باید همه عواقب را ارزیابی کرد.
توماس متوجه دخالت نیل در نمایش می‌شود و او را مجبور می‌کند تا در آستانه اجرای ابتدایی بازی را ترک کند. نیل که ویران شده‌است به سراغ کیتینگ می‌رود که به او توصیه می‌کند که ایستادگی کند و به توماس ثابت کند که عشق او به بازیگری چیزی است که او جدی می‌گیرد. توماس به‌طور غیرمنتظره در اجرا ظاهر می‌شود. او نیل را به خانه می‌برد و می‌گوید که وی از ولتون خارج شده‌است، اما در آکادمی نظامی ثبت نام کرده تا او را برای دانشگاه هاروارد آماده کند تا پزشک شود. نیل پریشان که نمی‌تواند شجاعت ایستادگی در برابر پدرش را پیدا کند و فاقد حمایت مادرش است، خودکشی می‌کند.
نولان در مورد مرگ نیل به درخواست خانواده پری تحقیق می‌کند. کامرون مرگ نیل را مسئول کیتینگ می‌داند تا از مجازات بخاطر مشارکت خود در انجمن شاعران مرده فرار کند و سایر اعضا را نام می‌برد. کامرون در مواجهه با چارلی، از بقیه می‌خواهد که اجازه دهند کیتینگ سقوط کند. چارلی به کامرون مشت می‌زند و اخراج می‌شود. هر یک از پسران به دفتر نولان فراخوانده می‌شوند تا نامه ای را امضاء کنند که صحت ادعاهای کامرون را تأیید می‌کند، هرچند آنها می‌دانند که آنها دروغ هستند. وقتی نوبت به تاد می‌رسد، او تمایلی به امضاء ندارد، اما این کار را پس از آن می‌بیند که بقیه تسلیم شده‌اند و تسلیم فشار پدر و مادرش شده‌اند.

## بازیگران
- رابین ویلیامز در نقش جان کیتینگ
- رابرت شان لئونارد در نقش نیل پری
- اتان هاوک در نقش تاد اندرسون
- جاش چارلز در نقش ناکس اوور استریت
- گیل هانسن در نقش چارلی دالتون
- نورمن لوید در نقش مدیر گیل نولان
- کورت وود اسمیت در نقش توماس پری
- دیلن کوسمن در نقش ریچارد کامرون
- آللون روجیرو در نقش استیون میکس
- جیمز واترستون در نقش جرارد پیتز
- الکساندرا پاورز در نقش کریس نوئل
- Leon Pownall در نقش جورج مک آلستر، معلم لاتین[۴]
- جورج مارتین در نقش دکتر هاگر، معلم ریاضیات
- کارلا بیلور در نقش خانم پری
- جین مور در نقش خانم دانبری
- کوین کوونی در نقش جو دانبری
- کالین ایروینگ در نقش چت دانبری
- مت کری در نقش کورت هاپکینز
- جان کانینگهام در نقش آقای اندرسون
- لارا فلین بویل در نقش جینی دانبورری

## جوایز
این فیلم برندهٔ جایزه اسکار بهترین فیلم نامهٔ سال ۱۹۸۹ (نوشتهٔ تام شولمن) و نامزد دریافت جایزه اسکار بهترین بازیگر نقش اول مرد برای رابین ویلیامز، بهترین کارگردانی برای پیتر ویر و جایزه اسکار بهترین فیلم سال شد.

## حواشی
لیام نیسون در اصل بخشی از جان کیتینگ را قبل از آنکه پیتر ویر هدایت جف کانو را بر عهده بگیرد برنده شد. دیگر بازیگران مورد توجه داستین هافمن، تام هنکس و میکی رورک بودند.

## فروش فیلم
گیشه جهانی ۲۳۵٬۸۶۰٬۵۷۹ دلار گزارش شده‌است که شامل ناخالص داخلی ۹۵٬۸۶۰٬۱۱۶ دلار می‌شود. دریافتهای جهانی فیلم برای سال ۱۹۸۹ پنجمین و برای درامها بیشترین بود. این فیلم در ۲۲ سپتامبر ۱۹۸۹ در انگلستان اکران شد و آخر هفته در صدر گیشه‌های این کشور قرار گرفت.